# Karl Gustav Adalbert von Weissenbach
Karl Gustav Adalbert von Weissenbach (* 8. Dezember 1797 in Dresden; † 27. Juli 1846 in Kösen) war ein sächsischer Geheimer Regierungsrat, Bergmeister und Mineraloge.

## Leben und Wirken
Weissenbach entstammt dem obersächsischen Uradelsgeschlecht Weißenbach. Sein Vater, Legationsrat in Dresden, besaß eine umfangreiche, nach dem Wernerschen System aufgestellte Mineraliensammlung. Diese und eine gründliche häusliche Ausbildung bewirkten, dass er bereits 1813 ein Bergbaustudium an der Bergakademie Freiberg aufnahm. Hier entwickelte er sich schnell zu einem Lieblingsschüler von Abraham Gottlob Werner. Bereits mit 18 Jahren war er an der Seite berühmter Geologen an der Geognostischen Landesuntersuchung Sachsens beteiligt. Von 1817 bis 1820 absolvierte er zusätzlich ein juristisches Studium in Leipzig. Anschließend ging er nach Freiberg zurück, wo er Bergamtsassesor und Akademieinspektor wurde. Ihm unterstanden die Sammlungen, darunter auch die Mineraliensammlung von Werner, über die er einen Katalog erstellte. August Breithaupt und Wilhelm von Haidinger gehörten zu seinen Assistenten.
1824 wechselte er ins Praktische und wurde zum Bergmeister des Bergamts Johanngeorgenstadt berufen, legte diese Stelle aber bereits ein Jahr später wieder nieder, um den sächsischen Oberberghauptmann August von Herder auf einer technisch-wissenschaftlichen Reise durch Deutschland, die Niederlande und Frankreich zu begleiten. Nach der Rückkehr wurde er 1826 zum Bergmeister des Bergamts Freiberg ernannt. Diese Stellung bekleidete er bis 1836. Die Idee zur Lösung der Grubenwässer des Freiberger Bergreviers durch den Rothschönberger Stolln in die Triebisch geht auf ihn zurück, nachdem Planungen eines noch tieferen Stollns zur Entwässerung in die Elbe bei Meißen aus Kostengründen scheiterten.
Aus gesundheitlichen Gründen ging er anschließend nach Dresden. Dort übernahm er erst kleinere Aufgaben und wurde schließlich 1840 Geheimer Regierungsrat. Ihm unterstand die Abteilung für Handel und Gewerbe im Ministerium des Innern. Er organisierte eine Gewerbeausstellung und war maßgeblich an der Neuordnung des Maß- und Gewichtssystems in Sachsen beteiligt. Für diese Tätigkeiten wurde er mit dem sächsischen Zivilverdienstorden sowie dem preußischen roten Adlerorden III. Klasse ausgezeichnet.
Auch als Mineraloge zeichnete sich Weissenbach aus. 1831 beschrieb er auf der Grundlage der Analysen von Gustav Rose das Mineral Freibergit unter den Bezeichnungen „Weißgiltigerz“ bzw. „Wahres Freyberger Weißgiltigerz“ erstmals als eigenständiges Mineral. Gustav Adolf Kenngott gab diesem Mineral dann 1853 nach dessen Typlokalität seinen endgültigen Namen.
Weissenbach heiratete 1827 Ludolfine Freiin von Seckendorf-Gudent (* 1805). Von den fünf Kindern überlebten ihn nur die zwei Töchter Meta (* 1838) und Anna (* 1843); seine Söhne starben schon vor ihm.

## Werke (Auswahl)
- Sachsens Bergbau nationalökonomisch betrachtet. Craz u. Gerlach, Freiberg 1833 (Digitalisat).
- Abbildungen merkwürdiger Gangverhältnisse aus dem sächsischen Erzgebirge. Voß, Leipzig 1836 (Digitalisat).
- Ueber Gangformationen vorzugsweise Sachsens. Ein Fragment. In: Bernhard Cotta (Hrsg.): Gangstudien. Freiberg 1850, S. 1–76 (Digitalisat).